# Liu Lingling
Liu Lingling (8 de novembro de 1994) é uma ginasta chinesa, medalhista olímpica.

## Carreira
Lingling conquistou a medalha de prata nos Jogos Olímpicos de Verão de 2020 em Tóquio na prova feminina da ginástica de trampolim com um total de 56.350 pontos na sua performance.